# Kateema Riettie
Kateema Riettie (* 5. Dezember 1973) ist eine jamaikanische Leichtathletin, die im Speerwurf antritt.

## Sportliche Laufbahn
Erste internationale Erfahrungen sammelte Kateema Riettie bei den Zentralamerika- und Karibikmeisterschaften 2003 in St. George’s, bei denen sie mit einer Weite von 51,36 m die Silbermedaille hinter der Bahamaierin Laverne Eve gewann. Zwei Jahre später belegte sie bei den CAC-Meisterschaften in Nassau mit 51,61 m den fünften Platz, während sie bei den CAC-Meisterschaften 2008 in Cali mit einem Wurf auf 54,90 m die Bronzemedaille hinter Bahamaierin Eve und der Kubanerin Yanet Cruz gewann. 2010 siegte sie bei den Zentralamerika- und Karibikspielen in Mayagüez mit 53,77 m und klassierte sich bei den Commonwealth Games in Neu-Delhi mit 53,80 m auf dem sechsten Platz. Im Jahr darauf nahm sie erstmals an den Panamerikanischen Spielen in Guadalajara teil und wurde dort mit 50,97 m Achte. 2018 nahm sie erneut an den Zentralamerika- und Karibikspielen in Barranquilla teil und klassierte sich dort mit 52,23 m auf dem sechsten Platz.
2003 und 2007, 2010 und von 2012 bis 2014 sowie von 2016 bis 2018 wurde Riettie jamaikanische Meisterin im Speerwurf. Sie absolvierte ein Studium an der Southern Connecticut State University.